# Кораблев
Кораблев (пол. Korablew) — село в Польщі, у гміні Русець Белхатовського повіту Лодзинського воєводства.
Населення — 181 особа (2011).
У 1975-1998 роках село належало до Серадзького воєводства.

## Демографія
Демографічна структура станом на 31 березня 2011 року:
|          | Загалом | Допрацездатний вік | Працездатний вік | Постпрацездатний вік |
| -------- | ------- | ------------------ | ---------------- | -------------------- |
| Чоловіки | 93      | 13                 | 67               | 13                   |
| Жінки    | 88      | 13                 | 44               | 31                   |
| Разом    | 181     | 26                 | 111              | 44                   |